# Compañía de Plana Mayor y Servicios (BTUME)
Las misiones principales de esta Compañía son de índole logística, derivadas de la necesidad del mantenimiento y abastecimiento de los sistemas CIS de la UME. Además, apoya con determinados servicios a las otras compañías y a la Plana Mayor de Mando (PLMM), para asegurar el sostenimiento logístico del despliegue operativo del resto de Unidades del Batallón, en la zona de la emergencia.
La Compañía de Plana Mayor y Servicios (PLMS) es una Unidad integrante del Batallón de Transmisiones de la UME (BTUME). El cual pertenece a la Unidad Militar de Emergencias.
Uno de los cometidos fundamentales de la Compañía PLMS es realizar las funciones de 3º Escalón de mantenimiento CIS del resto de Unidades de la UME, para lo cual, cuenta con personal especializado y medios que le permiten controlar, supervisar y actuar, tanto en las Unidades de la UME de la Base Aérea de Torrejón, como en el resto de Batallones de la UME desplegados en el territorio nacional.
El mando lo ejerce un Capitán del Ejército de Tierra, Cuerpo General, Escala de Oficiales, preferentemente de la Especialidad Fundamental Transmisiones.

## Estructura orgánica
La Cía. Plana Mayor y Servicios se compone de:
- Sección de Mantenimiento.
- Sección de Abastecimiento
- Sección de Plana Mayor y Servicios PLMS.

## Cometidos
Dentro de la estructura de los Sistemas de Comunicaciones e Información (CIS) de la UME, esta Compañía realiza, entre otros, los siguientes cometidos:
-  Controlar y ejecutar las órdenes de trabajo de mantenimiento, que se generan en los materiales de las Unidades a las que apoya como Segundo y Tercer Escalón CIS, y que se materializan en tareas de análisis, diagnosis, reparación, sustitución y control, ya sea en sus propios talleres, como en asistencias “in situ”, mediante su Equipo móvil de mantenimiento.
-  Controlar la gestión de las Órdenes y Peticiones de Suministro y abastecimiento de material CIS. 
-  Gestionar las incidencias producidas, tanto en grupos electrógenos de la Estaciones desplegables o remolcados, como de los propios vehículos, con la finalidad de priorizar los medios y personal implicados en su solución.
-   La adquisición, el control y suministro de material de repuesto de mantenimiento CIS, que se generan a consecuencia de una orden de trabajo, ya sea para sus propios talleres o según necesidades específicas del resto de Unidades de la UME.
- Controlar el Órdenes y Peticiones de Suministro y abastecimiento de material CIS. 
-  El Asesoramiento al Mando en todo lo relativo al mantenimiento y evolución de los sistemas CIS de la UME.

## Ubicación
La Compañía PLMS se encuentra situada en la Base Aérea de Torrejón de Ardoz (Madrid)

## Sistemas de Telecomunicaciones

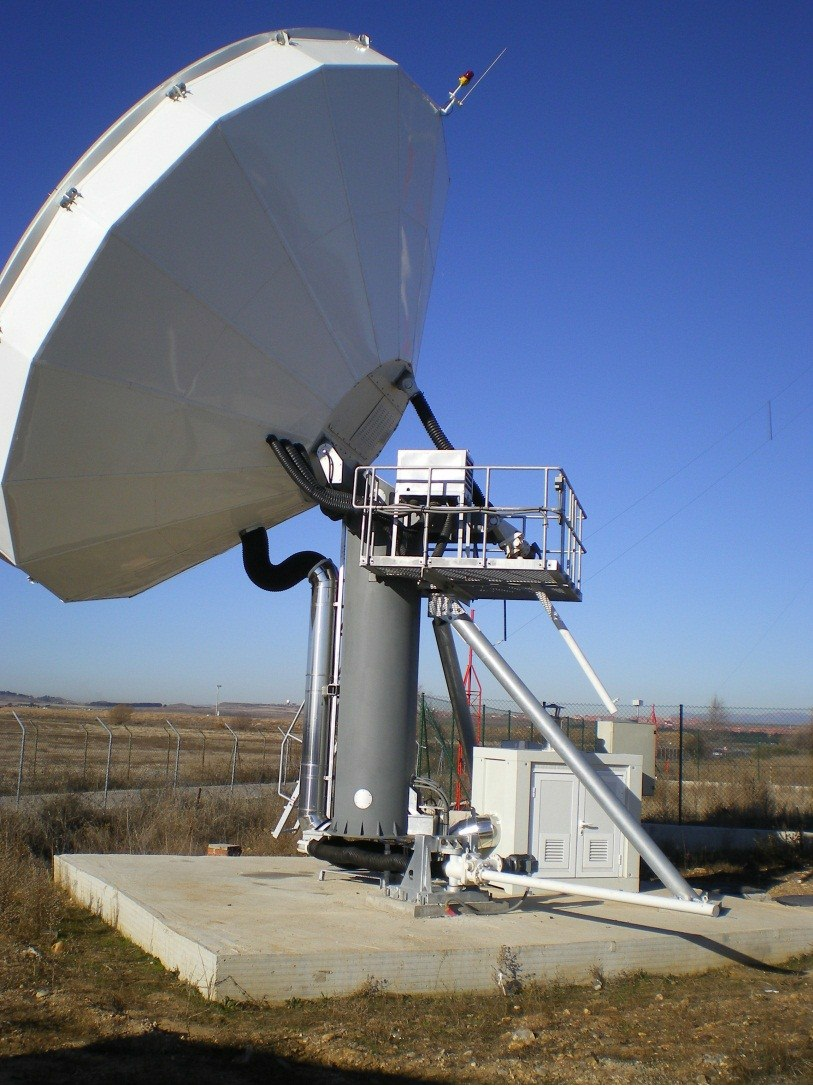
Estación de anclaje satélite UME.
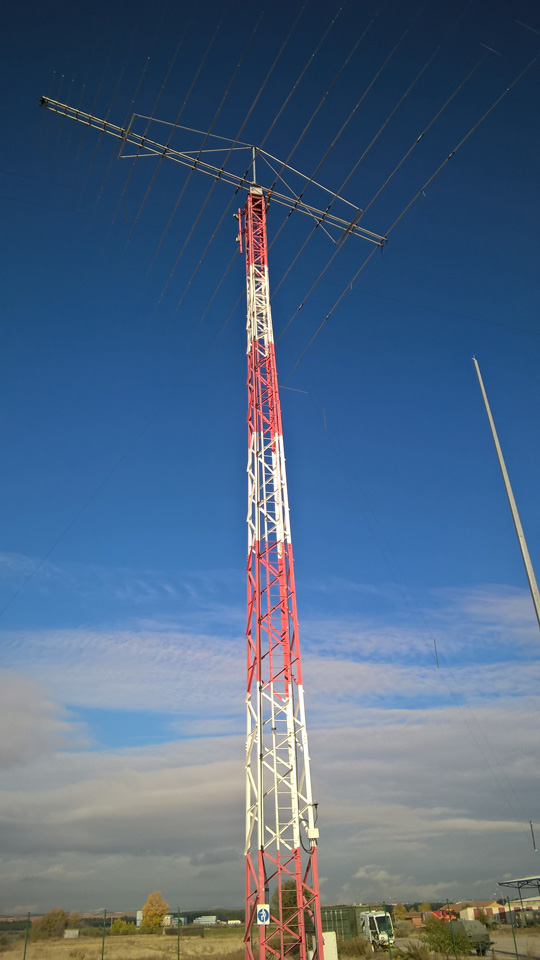
Antena HF multibanda.

- Datos: Q44092537